# Hoogspanningsmasten van Cádiz

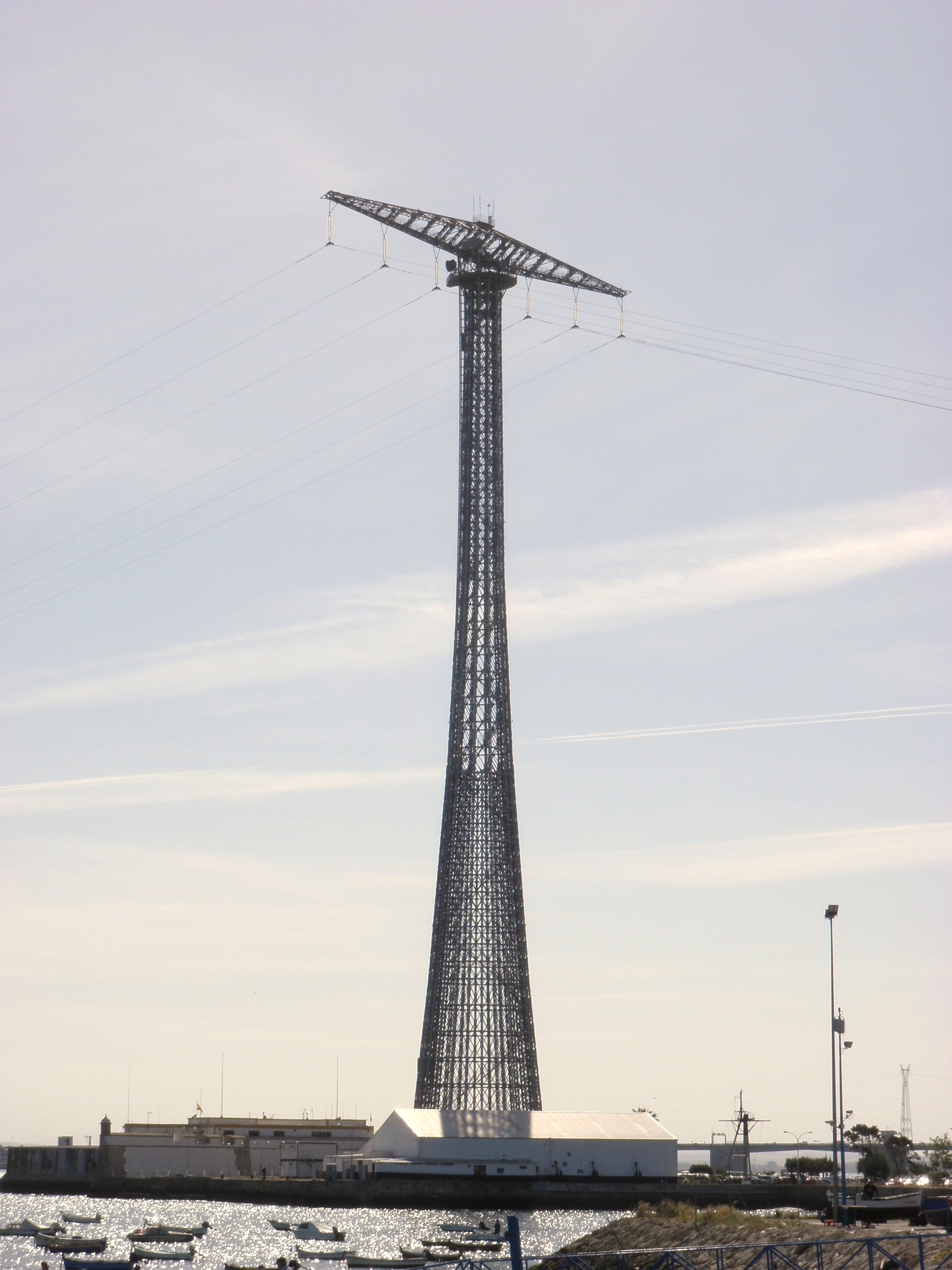
Hoogspanningsmast in Cadiz

De hoogspanningsmasten van Cádiz zijn twee hoogspanningsmasten aan weerszijden van de Baai van Cádiz. Tussen de torens hangen zes hoogspanningskabels van 132 kilovolt die de stad met de elektriciteitscentrales op het vasteland van Spanje verbinden.
In de jaren vijftig kampte Cádiz met een elektriciteitstekort en binnen de stad was geen ruimte voor de opwekking. Gekozen werd voor een kabelverbinding met het vasteland. De haven van Cádiz moest wel bereikbaar blijven en besloten werd twee hoge masten neer te zetten om daartussen de kabels te spannen.
De masten zijn ruim 150 meter hoog en zijn gemaakt van staal. Het zijn vakwerkmasten omdat de Spaanse staalfabrieken in de tijd dat deze masten werden gebouwd, geen grote stalen dragers konden produceren en de invoer er van onmogelijk was vanwege het dictatoriale regime van Francisco Franco. De bouw werd uitgevoerd onder leiding van Remo Scalla en Alberto M. Toscano. Ze werkten ook samen bij de Straat van Messina, hier werden kabels getrokken die het Italiaanse vasteland met Sicilië verbinden. 
De bouw begon eind 1957 en eindigde in 1960. De twee masten zijn bijna even hoog, die op het vaste land in Puerto Real is 154,145 meter hoog en de toren in Cádiz is 152,541 meter. Ze hebben een kegelvorm, met een brede basis en langzaam naar binnen lopend naar de top. Aan de basis is de diameter 20,7 meter en aan de top nog maar zes meter. Het stalen vakwerk rust op een basis van beton. In de top is er een dwarsbalk met een ruitvormig profiel dat de zes hoogspanningskabels ondersteunt die van mast naar mast lopen. De afstand tussen de kabels is 12 meter.
De masten zijn gemaakt van gegalvaniseerde stalen balken die verticaal, horizontaal en diagonaal met elkaar zijn verbonden. Binnen de mast is er een spiraaltrap helemaal naar de top, waarmee ook de dwarsbalk kan worden bereikt. Het gewicht van een mast is zo’n 510 ton. De afstand tussen de twee masten is 1655 meter.

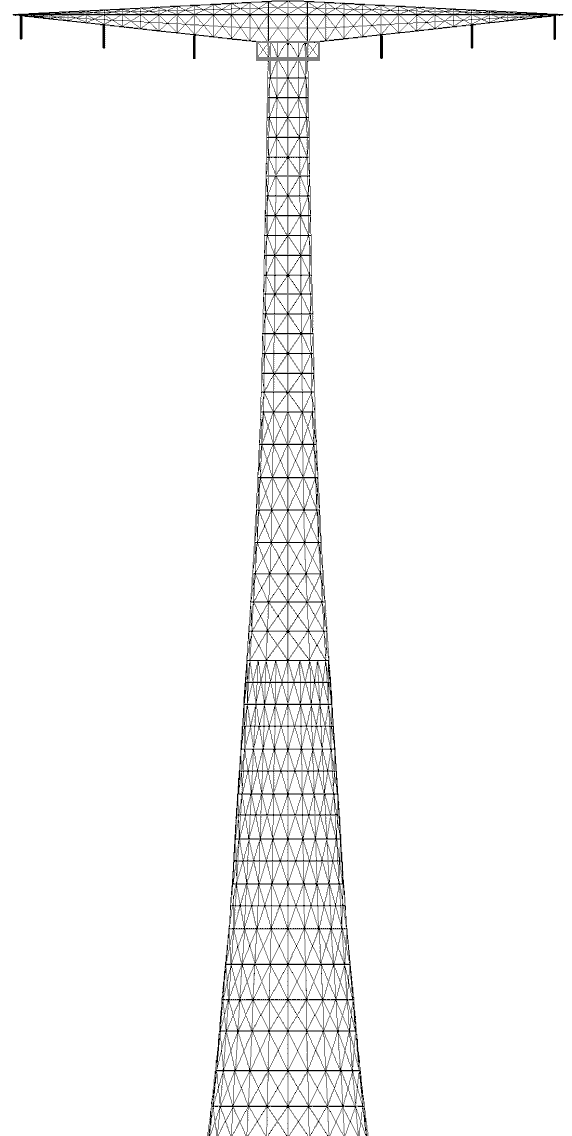
Tekening van een mast
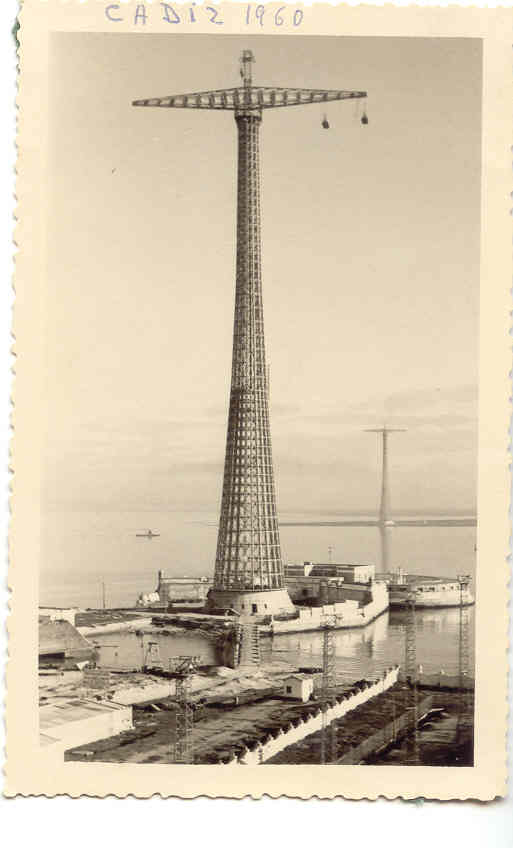
De bouw van de mast bij Kasteel van San Lorenzo del Puntal in Cádiz (1960)
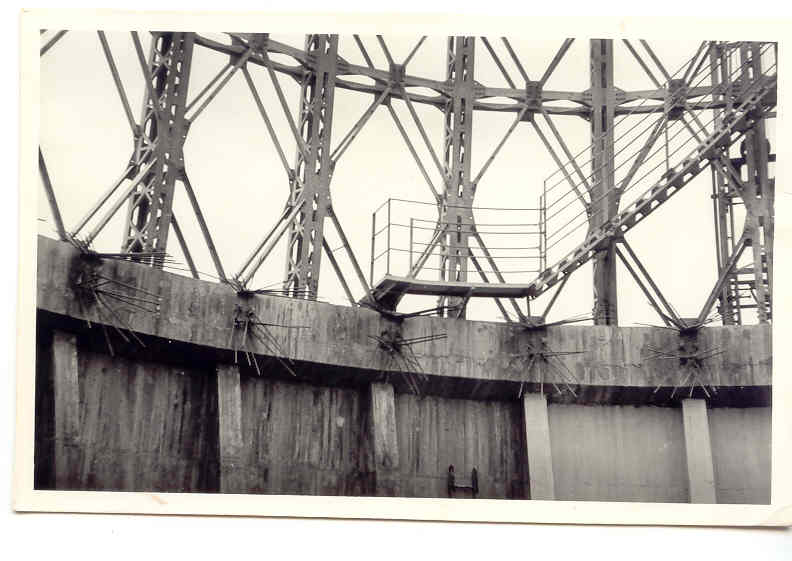
Zicht op het fundament
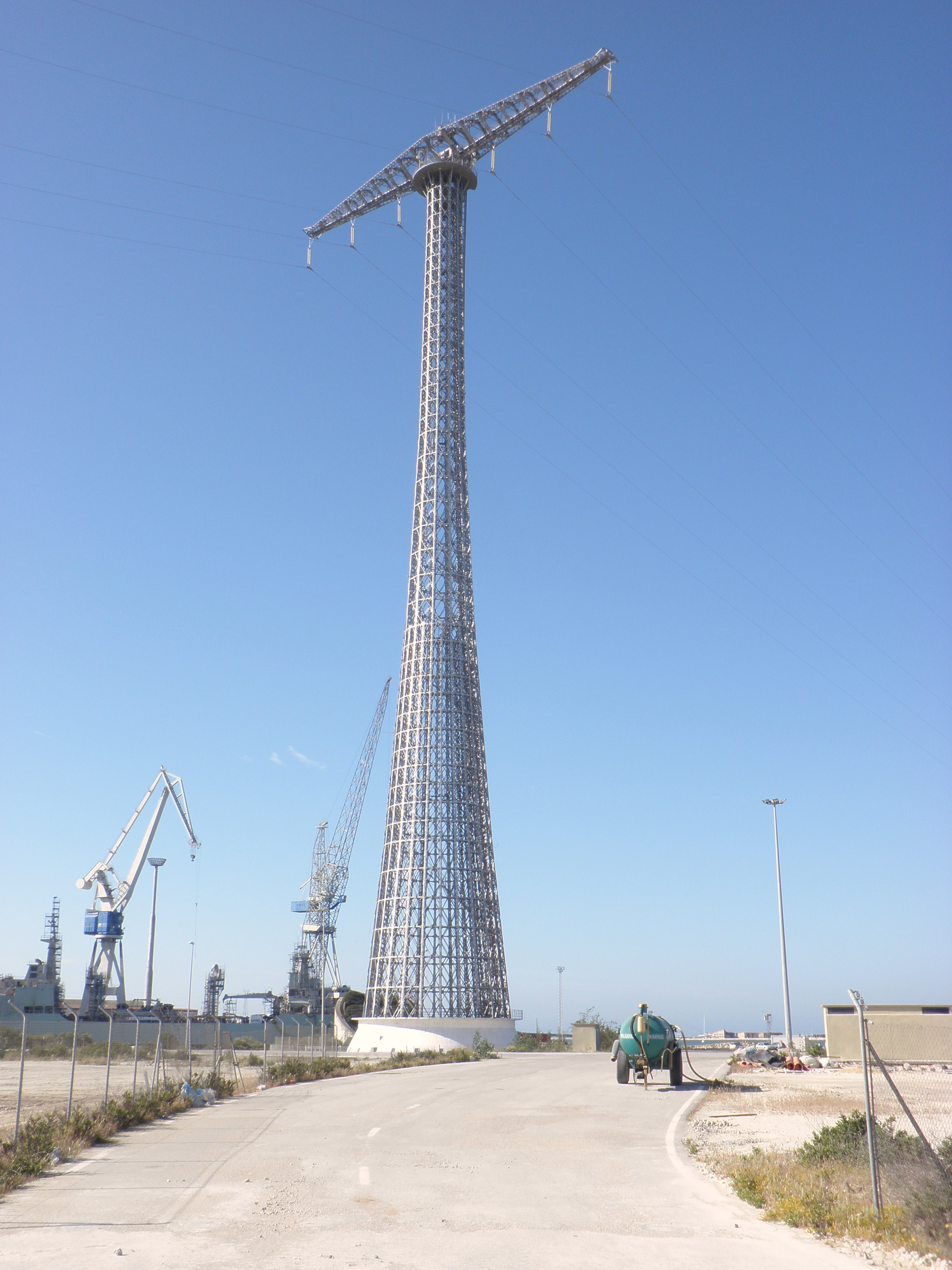
De mast in Puerto Real